# Voropàievski
Voropàievski (en rus: Воропаевский) és un poble (un possiólok) de l'óblast de Tula, a Rússia, segons el cens del 2010 tenia 265 habitants.